# Otto Jessen (Geograph)
Otto Jessen (* 18. Februar 1891 in Kronprinzenkoog; † 9. Juni 1951 in München) war ein deutscher Geograph.

## Leben und Wirken
Otto Jessen war ein Kind des Apothekersohns, Seemanns und späteren Landwirts Franz Carl Jessen (1855–1926) und dessen Ehefrau Doris Catharina, geborene Paulsen (1866–1942). Er besuchte ein Gymnasium in Neumünster und studierte 1910 ein Semester Geographie, Geologie und Anthropologie an der Universität Freiburg im Breisgau. Im selben Jahr wechselte er an die Universität München, wo er bei Erich von Drygalski hörte. 1912 arbeitete er als Assistent am geographischen Institut der Universität Hamburg, kehrte aber kurze Zeit später an die Münchener Universität zurück. 1914 promovierte er an der Universität zum Dr. phil.
Während des Ersten Weltkriegs leistete Jessen Kriegsdienst als Offizier und erlitt an der Somme schwere Verletzungen. Danach arbeitete er als Kriegsgeologe in Elsaß-Lothringen. Nach Kriegsende ging er als Assistent von Carl Uhlig an das Geographische Institut der Universität Tübingen, wo er sich 1921 habilitierte. 1924 oder 1925 erhielt er einen Ruf der Universität als außerordentlicher Professor. 1926 heiratete er Hedwig Müller aus Stuttgart (1899–1956), mit der er keine Kinder hatte.
1928 übernahm Jessen einen Lehrauftrag für geographische Auslandskunde. 1929 erhielt er einen Ruf der Universität Köln auf eine Professur mit Lehrauftrag für physische Geographie. 1933 folgte er als Professor für Geographie an der Universität Rostock auf Wilhelm Ule. Während des Zweiten Weltkriegs leistete er für einige Zeit Kriegsdienst. Nach Kriegsende übernahm Jessen 1946 das Ordinariat für Geographie an der Universität Würzburg und wechselte 1948 im selben Fachbereich an die Münchener Universität.
Jessen wurde 1937 zum Mitglied der Deutschen Akademie der Naturforscher Leopoldina gewählt und gehörte ab 1947 als ordentliches Mitglied der Bayerischen Akademie der Wissenschaften an. Die Geographische Gesellschaft München verlieh ihm die Erich-von-Drygalski-Medaille.

## Arbeiten als Geograph
Jessen beschäftigte sich in seiner Anfangszeit und der Habilitationsschrift mit der Morphologie von Küsten. Dabei fand er heraus, dass die Entstehungsgeschichte der Nordsee und der Wechsel von Ebbe und Flut entscheidend dafür waren, dass die Hauptrinnen der Flussmündungen der Meereszuflüsse sich grundsätzlich nach links verlagerten. Außerdem erkannte er, dass aktive morphologische Abläufe an deutschen Küstengebieten mit den trockenwarmen Zeitabschnitten, die in einem 35-Jahreszeitraum wechselten, identisch waren.
Während dieser Zeit beschäftigte sich der Geograph auch mit Fragen der Landschaftskunde und der Kulturgeographie. Besonders hervorzuheben ist dabei eine Studie zu Heckenlandschaften in Nord-West-Europa, in der er als erster beschrieb, dass die Umheckung von Feldern ein geographisches Problem sein kann.
Insbesondere während seiner Zeit an der Universität Tübingen reiste Jessen nach Spanien. Hier beschäftigte er sich mit der Suche der Tartessos und deren mögliche Lokalisation am Atlantik. Außerdem behandelte er Kastilien-La Mancha und die Zusammenhänge von Umwelteinflüssen auf Charakter und Gefühle der dortigen Bevölkerung. Seine Publikationen hierzu gelten als eindrucksvoll und scharfsinnig. Während dieser Reisen beschäftigte sich der Geograph erstmals mit möglichen geographischen Fernwirkungen. Später schrieb er hierüber eine als meisterhaft geltende Studie zur Fernwirkung der Alpen.
1930/31 ging Jessen gemeinsam mit seiner Frau auf eine Expeditionsreise nach Angola. Über seine Erkenntnisse berichtete er 1936 in einem allgemeinverständlichen Buch „Reisen und Forschungen in Angola“. Darin schilderte Eindrücke und Beobachtungen, die er auf elf Strecken gewonnen hatte. Jessen beschrieb insbesondere das Relief und geologische Substrat, Botanik und Wirtschaftsformen und erweiterte damit die bis dahin kaum vorhandenen Kenntnisse über diese Region in bedeutendem Umfang.
Jessen beschäftigte sich später erneut mit Afrika und schrieb mit „Die Randschwellen der Kontinente“ sein wichtigstes Werk, in dem er die Niederguineaschwelle behandelte.

## Schriften
- Morphologische Beobachtungen an den Dünen von Amrum, Sylt und Röm. Dissertation Universität München 1914.
- Die Verlegung der Flussmündungen und Gezeitentiefs an der festländischen Nordseeküste in jungalluvialer Zeit. Enke, Stuttgart 1922 (= Habilitationsschrift Universität Tübingen).
- Ueber die ehemalige Verbreitung der Weiher in Württemberg. Eine wirtschaftsgeographische Studie. Rau, Öhringen 1923.
- Südwest-Andalusien. Beiträge zur Entwicklungsgeschichte, Landschaftskunde und antiken Topographie Südspaniens, insbesondere zur Tartessosfrage. Perthes, Gotha 1924 (Volltext).
- Die Strasse von Gibraltar. Reimer, Berlin 1927.
- La Mancha. Ein Beitrag zur Landeskunde Neukastiliens. Geographische Gesellschaft, Hamburg 1930.
- Reisen und Forschungen in Angola. Reimer, Berlin 1936.
- Die Randschwellen der Kontinente. Perthes, Gotha 1943.
- Das Wesen der Kontinente. Leibniz Verlag, München 1948